# Dimitri Payet
Florent Dimitri Payet (Saint-Pierre, 1987. március 29. –) francia válogatott labdarúgó, jelenleg a Vasco da Gama csapatában szerepel.

## Pályafutása

### Kezdetek
Payet a Saint-Philippe csapatában kezdte ifi pályafutását, itt három évet töltött el majd 1998-ban a Saint-Pierroise csapatához került, de itt csak egy évet töltött. 1999-ben a Le Havre franciaországi együtteshez került. Itt megint hosszabb időt töltött el 4 évig játszott itt, majd visszatért hazájába, Réunion szigetére az ottani első osztályú AS Excelsior csapatához. Itt két évet töltött el, amikor az elsőosztályú Nantes csapata ismét visszacsalta Franciaországba.

### FC Nantes
Felnőtt karrierjét a FC Nantes csapatában kezdte, itt két évet töltött el, a 2005–2006-os szezonban még csak 3 találkozón lépett pályára (15 percet kapott csak ekkor, viszont összejött neki egy gól) viszont a 2006–2007 szezonban már 30 mérkőzésen játszott, 2140 percet kapott és ezalatt 4 gólt lőtt illetve három gólpasszt adott.

### AS Saint-Étienne
A 2007–2008-as szezont már nem a Nantes csapatában kezdte, hanem Franciaország egyik legjobb csapatában, az AS Saint-Étienne-ben, 4 millió euróért váltott klubot. Első szezonjában 6 gólpasszal segítette a csapatát, viszont ekkor 31 mérkőzésen képtelen volt gólt lőni. A 2008–2009-es szezonban viszont beindult 4 gólt és 8 gólpasszal segítette csapatát a francia bajnokságban, emellett az UEFA kupában 10 mérkőzést játszott ebben a szezonban, ahol szintén remekelt, 3 góllal és 5 gólpasszal segítette a csapatát.

### Lille OSC
2011-ben négy év után elhagyta a Saint-Étienne csapatát, a Lille OSC 9 millió euróért vitte el, Lilleben a csapat egyik legjobbja volt, a belga csillag Eden Hazard mellett. 2011–2012-es szezonban a Lille a Bajnokok Ligája főtábláján a B csoportba az Internazionale, CSZKA Moszkva és a Trabzonspor mellett nem tudott továbbjutni. Payet első Bajnokok Ligája idényében nem hagyott maga mögött nyomot, sem gólt, sem gólpasszt sem tudott összehozni.

### Olympique de Marseille
2013 nyarán Rudi Garcia távozott a kispadról és ő sem maradt. Az Olympique de Marseille volt a befutó, viszont az Arsenal és a német Leverkusen csapata is szívesen vitte volna. Majdnem 9 millió euróért váltott klubot. Első szezonjában ismét szerepelhetett a Bajnokok Ligájában de ismét nem hagyott nagy nyomot csupán egy gólpasszal segítette a csapatát, az Arsenal, Borussia Dortmund és a Napoli mellett esélyük sem volt a továbbjutásra, a Marseille 0 ponttal végzett. A 2014–2015 szezon mindenképpen a legjobb szezonja volt, hiszen 7 gólt és 21 gólpasszal segítette a Marseille csapatát. Erre fel is figyeltek Angliában, és 2015 nyarán eligazolt a West Ham United csapatához.

### West Ham United
2015 nyarán óriási meglepetésre az angol első osztályú West Ham United csapatához szerződött. Többek között az Arsenal, Chelsea és a Liverpool is szívesen leigazolta volna. A kalapácsok 2020-ig kötöttek vele szerződést, Payet 15 millió euróba került az angol együttesnek, a 27-es mezszámot kapta meg. Az Európa Ligába jutásért a West Hamnak meg kellett küzdenie, a máltai Birkirkara csapata óriási meglepetésre majdnem kiejtette az angol csapatot, büntetőkkel esett ki a máltai csapat. Payet az ezt követő Európa Liga selejtezőn lépett pályára először tétmérkőzésen a West Ham színeiben a román Astra ellen, ahol gólpasszt adott, viszont sajnos ez sem volt elég, hogy megverjék a románokat (2–2).

### Olympique de Marseille
2017. január 29-én visszatért a francia városba, régi-új csapata 25 millió fontot fizetett érte.

## Válogatott
Payet 2010. október 9-én debütált a francia válogatottban, Románia ellen. Payet a 86.percben lépett pályára, Karim Benzema helyére jött be, ekkor 1-0 volt az állás. Pár perc múlva a franciák szereztek még egy gólt a pár perce becserélt Payet gólpasszából, a gólszerző Yoann Gourcuff volt. A három nappal későbbi mérkőzésen Luxemburg ellen ismét bevette Laurent Blanc, egy kicsivel több időt kapott, mint Románia ellen (27 percet kapott). Végül 2-0-s győzelmet arattak a franciák, Payet ismét egy gólpasszal vette ki a részét. Ezután csaknem 3 évig nem hívták be a keretbe. Egy 2013-as júniusi Uruguay elleni barátságos mérkőzésen újra pályára léphetett Franciaország színeiben, Didier Deschamps végig a pályán hagyta Payetet. A 2014-es világbajnokságra nem kapott meghívót Didier Deschampstól. Egyetlen válogatottbeli gólját Belgium ellen szerezte (a franciák kikaptak 4-3-ra).

## Statisztika

### Klub
2016. december 26. szerint
| Klub             | Szezon           | League   | League | Kupa     | Kupa | UEFA     | UEFA | Összesen | Összesen |
| Klub             | Szezon           | Mérkőzés | Gól    | Mérkőzés | Gól  | Mérkőzés | Gól  | Mérkőzés | Gól      |
| ---------------- | ---------------- | -------- | ------ | -------- | ---- | -------- | ---- | -------- | -------- |
| AS Excelsior     | 2004             | 36       | 12     | 0        | 0    | —        | —    | 36       | 12       |
| Összesen         | Összesen         | 36       | 12     | 0        | 0    | —        | —    | 36       | 12       |
| Nantes           | 2005–06          | 3        | 1      | 0        | 0    | —        | —    | 3        | 1        |
| Nantes           | 2006–07          | 30       | 4      | 1        | 0    | —        | —    | 31       | 4        |
| Összesen         | Összesen         | 33       | 5      | 1        | 0    | —        | —    | 34       | 5        |
| Saint-Étienne    | 2007–08          | 31       | 0      | 0        | 0    | —        | —    | 31       | 0        |
| Saint-Étienne    | 2008–09          | 30       | 4      | 2        | 0    | 10       | 3    | 42       | 7        |
| Saint-Étienne    | 2009–10          | 35       | 2      | 6        | 3    | —        | —    | 41       | 5        |
| Saint-Étienne    | 2010–11          | 33       | 13     | 1        | 0    | —        | —    | 34       | 13       |
| Összesen         | Összesen         | 129      | 19     | 9        | 3    | 10       | 3    | 148      | 25       |
| Lille            | 2011–12          | 33       | 6      | 5        | 0    | 4        | 0    | 42       | 6        |
| Lille            | 2012–13          | 38       | 12     | 6        | 1    | 8        | 0    | 52       | 13       |
| Összesen         | Összesen         | 71       | 18     | 11       | 1    | 12       | 0    | 94       | 19       |
| Marseille        | 2013–14          | 36       | 8      | 4        | 0    | 5        | 0    | 45       | 8        |
| Marseille        | 2014–15          | 36       | 7      | 2        | 0    | —        | —    | 38       | 7        |
| Összesen         | Összesen         | 72       | 15     | 6        | 0    | 5        | 0    | 83       | 15       |
| West Ham United  | 2015–2016        | 30       | 9      | 7        | 3    | 1        | 0    | 38       | 12       |
| West Ham United  | 2016–2017        | 16       | 2      | 3        | 1    | 0        | 0    | 19       | 3        |
| Összesen         | Összesen         | 46       | 11     | 10       | 4    | 1        | 0    | 57       | 15       |
| Karrier összesen | Karrier összesen | 386      | 80     | 37       | 8    | 28       | 3    | 451      | 91       |

### Válogatott
2016. november 11. szerint
| Nemzeti válogatott | Év       | Mérkőzés | Gól |
| ------------------ | -------- | -------- | --- |
| Franciaország      | 2010     | 3        | 0   |
| Franciaország      | 2011     | —        | —   |
| Franciaország      | 2012     | —        | —   |
| Franciaország      | 2013     | 4        | 0   |
| Franciaország      | 2014     | 4        | 0   |
| Franciaország      | 2015     | 4        | 1   |
| Franciaország      | 2016     | 17       | 7   |
| Összesen           | Összesen | 32       | 8   |

## Sikerei, díjai

### AS Excelsior
- Coupe de la Réunion: 2004, 2005

### Egyéni
- Ligue 1 Passzolás: 2012–2013, 2014–2015[5]
- Ligue 1 az év csapata: 2012–2013, 2014–2015[6]
- Marseille a szezon játékosa: 2014–2015
- Premier League PFA az év csapata: 2015–2016[7]
- Az év kalapács díja 2015–2016[8]

- Európa-bajnokság díja 2016[9]